# Brevipalpus aepi
Brevipalpus aepi är en spindeldjursart som beskrevs av De Leon 1961. Brevipalpus aepi ingår i släktet Brevipalpus och familjen Tenuipalpidae. Inga underarter finns listade.